# 나우IB캐피탈
나우IB캐피탈 주식회사(영어: Nau IB Capital)는 대한민국의 벤처캐피탈 회사이다. 벤처투자조합과 사모펀드(PEF), M&A 등이 주 사업영역으로 현재 운용자산은 1조 1,065억원에 이른다

## 역사
2007년에 설립되었다.